# NGC 7014
NGC 7014 هي مجرة إهليلجية تبعد حوالي 210 مليون سنة ضوئية من الأرض تقع في كوكبة إكوكبة الهندي. سرعته المحسوبة هي 4857 كم / ثانية. تم اكتشافه من قبل عالم الفلك الإنجليزي جون هيرشيل في 2 أكتوبر 1834.

## عضوية المجموعة
NGC 7014 هو عضو في كتلة المجرة تسمى أبيل 3742 الذي يقع بالقرب من مركز بافو-الهندي.

## وصلات خارجية
- NGC 7014 على موقع ويكي سكاي: DSS2, SDSS, GALEX, IRAS, Hydrogen α, X-Ray, Astrophoto, Sky Map, Articles and images